# Borsec
Borsec (en húngaro: Borszék) es una ciudad de Rumania en el distrito de Harghita.

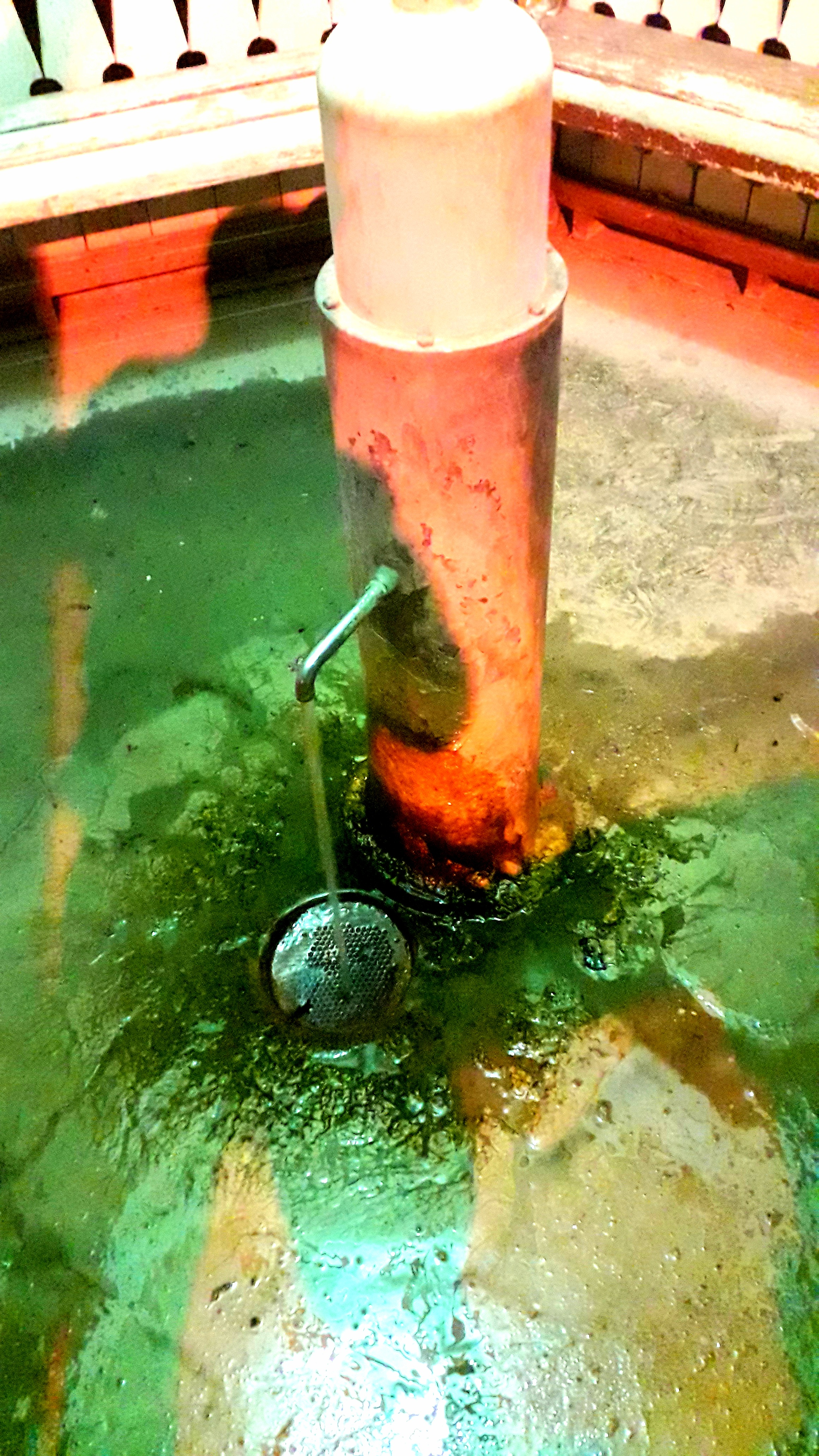
Fuente Agua Mineral en Borsec

## Geografía
Se encuentra a una altitud de 803 m s. n. m. a 380 km de la capital, Bucarest.

## Demografía
Según estimación 2012 contaba con una población de 2 736 habitantes. La mayoría es de origen húngaro.
| 1948 | 1956  | 1966   | 1977  | 1992  | 2002  | 2012  |
| s/d  | 2 318 | 2 7850 | 2 999 | 3 074 | 2 864 | 2 736 |